# Benjamin Guinness
Benjamin Lee Guinness (1er novembre 1798 - 19 mai 1868) est un brasseur et philanthrope irlandais.

## Brasseur
Né à Dublin, il est le troisième fils de Arthur Guinness II (1768–1855), et sa femme Anne Lee, et petit-fils de Arthur Guinness (1725–1803), qui avait acheté la St. James's Gate Brewery en 1759. Il rejoint son père dans l'entreprise à la fin de son adolescence, sans fréquenter l'université, et à partir de 1839 il en prend le contrôle exclusif au sein de la famille. À partir de 1855, à la mort de son père, Guinness est devenu l'homme le plus riche d'Irlande, ayant développé un énorme commerce d'exportation et agrandissant continuellement sa brasserie.
En nombre, les ventes de ses stouts simples et doubles sont de 78 000 hogshead pour atteindre 206 000 hogshead en 1865. De ce nombre, 112 000 sont vendus en Irlande, alors que l'économie rurale se remet de la Grande Famine des années 1840, 94 000 sont exportés vers la Grande-Bretagne.
En 1870, peu après sa mort, les ventes ont encore augmenté pour atteindre 256 000 hogshead, dont 120 000 sont exportées vers la Grande-Bretagne. Benjamin a aussi offert la possibilité à ses fils à augmenter les ventes beaucoup plus loin, et en 1879 celles-ci atteignent 565 000 hogshead.
Dans le cadre de l'expansion de la brasserie et pour assurer les livraisons, il investit dans les nouvelles compagnies ferroviaires irlandaises des années 1840. En 1867, l'entreprise détient pour 86 000 £ de titres de chemin de fer irlandais (d'une valeur de plus de 135 millions de £ en valeurs de 2013, prises en proportion du PIB).

## Politique
En 1851, il est élu premier Lord-maire de Dublin dans le cadre de la société réformée.
En 1863, il est nommé LL.D. honoraire. (Docteur en droit) par le Trinity College de Dublin, et le 15 avril 1867 est nommé Baronnet par brevet, en plus duquel, le 18 mai 1867, par licence royale, il avait une subvention de partisans pour ses armes familiales.
Guinness est élu à la Chambre des communes en 1865 en tant que représentant du Parti conservateur pour la circonscription de Dublin City. Il est reste jusqu'à sa mort. Le chef de son parti est Lord Derby. Auparavant, il soutient le libéral Lord Palmerston, mais dans les années 1860, les libéraux proposent une taxation plus élevée sur les boissons comme la bière. Avant 1865, le Parti conservateur irlandais ne soutient pas entièrement la politique conservatrice britannique, mais le fait après le Irish Church Act de 1869 (en). La réforme la plus notable du gouvernement est le Reform Act de 1867 qui élargit la franchise.

## Philanthrope

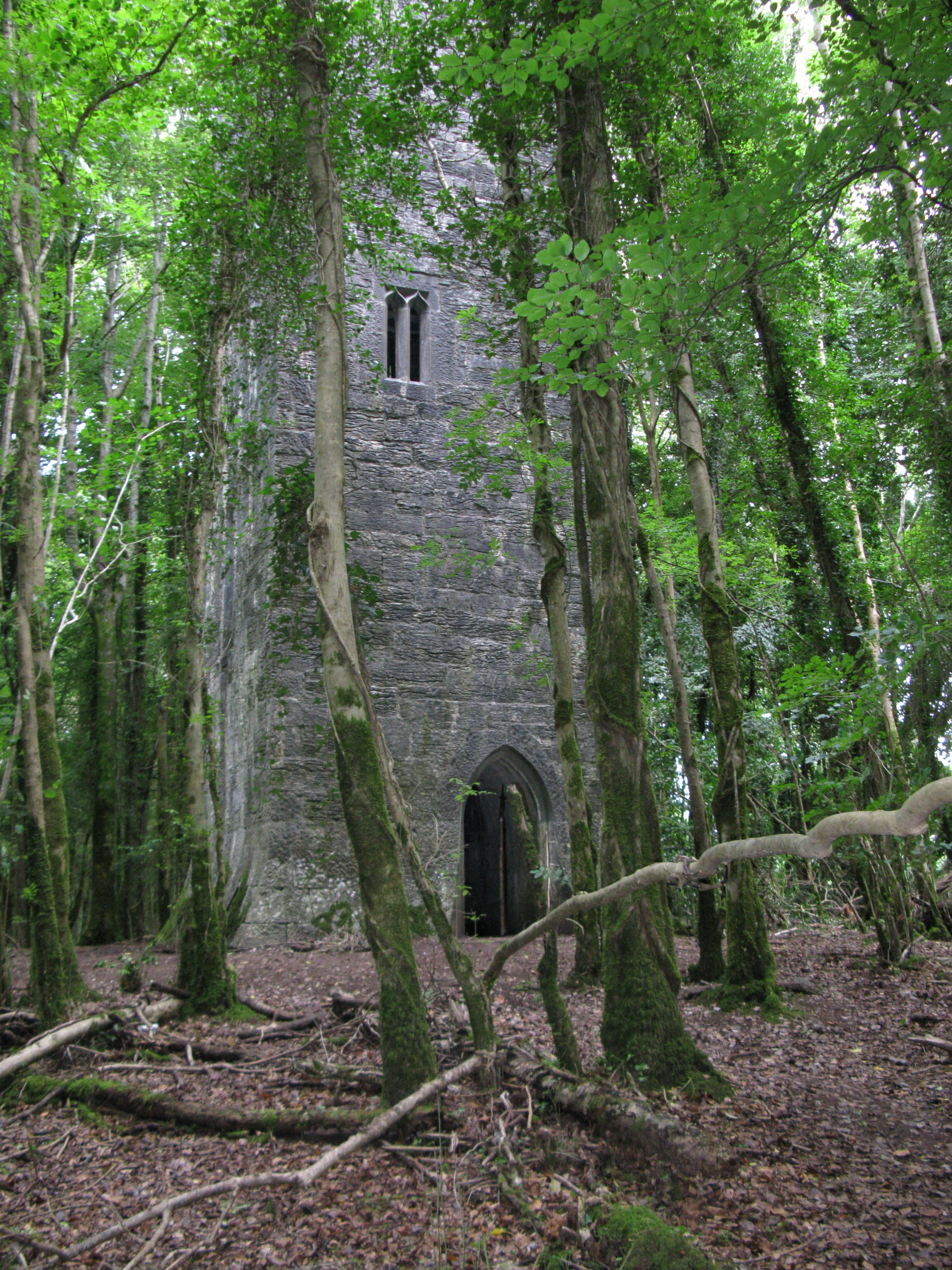
La tour Guinness sur le terrain du château d'Ashford, construite par Benjamin Guinness en 1864.

De 1860 à 1865, il entreprend, à ses frais et sans embaucher un architecte, la restauration de la cathédrale St Patrick de la ville, entreprise qui lui coûte plus de 150 000 £. En 1865, le bâtiment est restauré et rouvre ses portes le 24 février. Le 31 décembre 1865, les citoyens de Dublin et le chapitre de la cathédrale lui présentent leur gratitude pour ce qu'il a fait pour la ville.
En reconnaissance de sa générosité, il est fait baronnet en 1867. 
Il montre son intérêt pratique pour l'archéologie irlandaise en préservant soigneusement les vestiges antiques existant sur ses grandes propriétés autour du château d'Ashford dans le comté de Galway, qu'il a achetées en 1855.

## Famille
Le 24 février 1837, il épouse sa cousine germaine Elizabeth Guinness, troisième fille d'Edward Guinness de Dublin, et ils ont trois fils et une fille, vivant à Beaumont House, Beaumont, dans le nord du comté de Dublin. En 1856, il achète ce qui est aujourd'hui Iveagh House (en) au 80 St Stephen's Green. Ashford Castle est décrit dans le livre de William Wilde sur Lough Corrib dans les années 1860.
Il est remplacé au titre de Baronnet par son fils aîné, Arthur, qui reprend la brasserie avec son frère, le troisième fils, Edward. Son deuxième fils Benjamin (1842–1900) épouse Henrietta, fille de Thomas St Lawrence, 3e comte de Howth ; ils déménagent en Angleterre où il est capitaine dans les Royal Horse Guards. Sa fille Anne épouse William, Lord Plunket en 1863. Les Guinness Baronets actuels descendent de son deuxième fils Benjamin.
Il est enterré au cimetière de Mount Jerome, à Dublin, dans le caveau familial, le 27 mai Une statue en bronze de lui par John Foley est érigée près de la cathédrale dans le cimetière de Saint-Patrick, sur le côté sud de la cathédrale, en septembre 1875, restaurée en 2006.